# Nasum
„Наазум“ (Nasum) е грайндкор група в град Йоребру, Швеция.
Смесва в музиката си дет метъл с политически и социално-ангажирани текстове. Името на групата означава „нос“ и е взето от филма „Плът за Франкенщайн“.

## История
Групата е формирана през 1992 в Йоребру, Швеция, от Рикард Алриксон и Андерс Якобсон. Скоро към тях се присъединява на китара и вокал китариста от полски произход Миешко Таларчик. През 1997 групата подписва с Relapse Records, а следващата година издава и дебютния си албум – Inhale/Exhale. По-късно Джеспър Ливерьод заменя Алриксон на барабаните и през 2000 Nasum издават албума Human 2.0, последван от Helvete (на шведски – „Ад“) през 2003. След поредната смяна на състава (Урбан Скит се присъединява като втори китарист; Йон Линквист заменя Дцеспър Ливерьод на барабаните) през 2004 излиза и последния студиен албум на Nasum – Shift.
За нещастие, Миешко Таларчик намира своята смърт при цунамито в Индонезия през 2004 година, докато е там на почивка с приятелката си. След откриването на тялото през 2005 и потвърждаването на смъртта, останалите членове решават да разпуснат групата. През 2006 излиза Grind Finale – двучасов концертен албум със 152 песни, наречен така в памет на загиналия вокалист.

## Стил
За разлика от повечето грайндкор групи, Nasum са определяни от критиците като една от най-иновативните метъл групи. След втория им албум грайндкор влиянията намаляват за сметка на нисконастроени китари, технични дет метъл рифове и бавни брейкдауни. Нетипично за стила им е и наличието на двама вокалиста и две водещи китари.